# Niklas Aurgrunn
Niklas Aurgrunn, född den 25 juni 1962 som Niklas Eriksson (senare under namnet Niklas Erixon), är en svensk författare, korsordskonstruktör, låtskrivare och musiker. Aurgrunn har skrivit flera romaner samt en barnbok, och hans korsord syns återkommande bland annat i Bonnierutgivna Krysset.

## Biografi och karriär
Aurgrunn, då med efternamnet Eriksson, bodde under sin uppväxt i Trollhättan.

### Författarskap
Aurgrunn debuterade 1984 i antologin Grupp 84 (Wahlström & Widstrand). Han har senare (under namnet Niklas Erixon) på eget förlag bland annat givit ut diktsamlingen Ögonblick av skräckslagen nåd, där Jacques Werup i sin recension i Sydsvenskan ska ha kallat språket "direkt och avväpnande". Dessutom har han kommit med barnboken Eulalia Stjärnvind (2009 även utgiven på engelska som Eulalia Starwind) samt ett antal romaner. Om 2009 års Mörkret i utkanten av stan, en barn- och ungdomsskildring från Trollhättan, tyckte Göteborgs-Posten att berättelsen gått vilse bland alla orden men att det göms en genuin berättare i Niklas Aurgrunn.

### Korsordsarbeten
Under 2000-talet har hans korsord förekommit i bland annat Bonniers korsordstidningar, Året Runt, Aftonbladet och Dagens Nyheter. Till Krysset har han i ett antal års tid löpande producerat anagramsökord samt ordflätan "Bit för bit".

### Musik
Aurgrunn är också aktiv som singer-songwriter, och hans material har givits ut på bolaget Blindmen. 2011 släpptes albumet Sånger från skräpkammaren med låtar skrivna under 1980- och 1990-talen, huvudsakligen hemmainspelat under år 2006. Det har distribuerats som ett mp3-album på bland annat Itunes Store och hos Amazon.